# たったひとつだけ
「たったひとつだけ」は、yozuca*の9枚目のシングル。2006年2月8日にLantisから発売された。

## 概要
前作「サクライロノキセツ 〜Re-Product&Remix&PV〜」から4か月強ぶりのリリースとなる2006年1作目のシングル。表題曲はテレビアニメ『タクティカルロア』のオープニングテーマとして使用された。
CDジャケットには、美咲七波が描かれている。

## 収録曲
1. たったひとつだけ
作詞：mavie、作曲・編曲：齋藤真也
  - テレビアニメ『タクティカルロア』オープニングテーマ
2. ヒトリゴト
作詞・作曲：yozuca*、編曲：河合英嗣
3. たったひとつだけ（OFF VOCAL）
4. ヒトリゴト（OFF VOCAL）

## 収録アルバム
- nico.